# 保羅群島
64°16′S 63°44′W / 64.267°S 63.733°W
保羅群島（德語：Paul-Inseln），是南極洲的群島，屬於帕默群島的一部分，處於昆頓角西北面，由德國探險隊發現和命名，現時由南極條約體系管理。